# ¿Tener o ser?
¿Tener o ser? es una obra popular de crítica social del psicólogo social Erich Fromm de 1976. Es una de sus obras más conocidas junto con El arte de amar de 1956. También se publicó por primera vez como volumen en la serie de libros estadounidense World Perspectives  y luego se tradujo a numerosos idiomas. El libro se convirtió poco después de su publicación en un éxito de ventas internacional y, con su crítica al consumismo, tocó la fibra sensible de la generación del 68, para quienes el libro se convirtió, según algunos críticos, en un libro de culto.
En ¿Tener o ser?, Fromm esboza un análisis de la sociedad occidental, que, en su opinión, está cada vez más dominada por la lucha por la posesión, por el "tener", que parece una fachada y está orientado al mercado y al consumo. Contrasta esto con la actitud mental del "ser" espiritual, una actitud en la que las posesiones no juegan ningún papel, e invoca numerosos enfoques filosóficos y religiosos que la defienden, incluidos Buda, Jesús y el Maestro Eckhart. El libro socialmente crítico es una  aproximación a la antropología filosófica. En la parte final de la obra, Fromm describe cómo la sociedad podría superar la mentalidad de tener en favor de una actitud de ser.
Una continuación o adición es el libro From Have to Being, que se creó a partir de los manuscritos que permanecían inéditos en ese momento y fue editado por el alumno de Fromm, Rainer Funk. En esta obra, Fromm describe, basado en las propias experiencias, caminos erróneos y posibles que ocurren en los esfuerzos personales por estar más enfocados en el bien común y ser creativo.

## Estructura
La obra se divide en una introducción y tres partes principales. En la introducción, Fromm presenta su visión culturalmente pesimista, critica el capitalismo y describe "una sociedad de gente notoriamente infeliz".  En la primera parte (Para comprender la diferencia entre tener y ser) muestra, entre otras cosas, ejemplos etimológicos, sociolingüísticos, filosóficos, religiosos y cotidianos de la diferencia entre tener y ser. En la segunda parte (Análisis de las diferencias fundamentales entre los dos modos de existencia) analiza las diferencias entre las dos orientaciones de carácter. En la tercera parte, El hombre nuevo y la sociedad nueva, explica la crisis de la sociedad y presenta posibles soluciones.

### Introducción
En la introducción, Fromm afirma que la esperanza de que la industrialización hiciera posible la mayor felicidad para todas las personas no se ha cumplido. Fromm ve más bien que el modo de vida actual está llevando a la humanidad a una catástrofe ecológica o militar. Según Fromm, la supervivencia de la humanidad depende de un cambio fundamental en los valores humanos básicos.
El motivo de los escritos de Fromm fue también la crítica de la época a la abundancia material y al crecimiento ilimitado de la era industrial, que el autor describe como una “religión del progreso”. Esto fue predominante tanto en el bloque occidental como en el del este. Fromm también se basa explícitamente en los informes hacia o desde el Club de Roma de Dennis Meadows (Los límites del crecimiento, 1972) y el segundo informe de Mihajlo D. Mesarovic y Eduard Pestel (Mankind at the turning point, 1974) como justificación de ello. En los informes se considera que cambios sociales fundamentales son esenciales para la supervivencia del género humano. También se cita a Ernst Friedrich Schumacher (Small is beautiful, 1973). Fromm remarca en su obra que los cambios psicológicos y sociales son imprescindibles para la supervivencia de la humanidad.
El libro de Fromm tiene como objetivo presentar los modos de existencia del tener y del ser y cómo los dos modos de existencia pueden ser relevantes para el surgimiento de una nueva persona y una nueva sociedad. Según Fromm, esta representación es necesaria porque sin una visión la sociedad no puede cambiar.

### Comprender las diferencias entre tener y ser
Fromm comienza diciendo que para la mayoría de las personas tener algo es algo natural y llama al consumo la forma más importante de tener en la sociedad próspera actual; señala, sin embargo, que muchos grandes pensadores rechazaron la búsqueda de la posesión, por ejemplo Buda o Jesús. Fromm describe este modo de existencia, en el que el tener y el deseo de posesión no desempeñan ningún papel, como el modo de existencia del ser y trata de ilustrar con algunos ejemplos las diferencias entre el modo de existencia del tener y del ser. En primer lugar, algunas experiencias cotidianas como aprender, recordar, hablar, ejercer la autoridad, conocer, creer o amar. En el caso del conocimiento, por ejemplo, Fromm dice que un modo de existencia del tener consiste en absorber tanto conocimiento como sea posible, por ejemplo para aprobar un examen, mientras que un modo de existencia del ser consiste en escuchar productivamente y tener genuinamente interés en el tema. Cuando se trata de amar, contrasta la actitud de poseer a la pareja como propiedad con el amor verdadero.
Finalmente, Fromm explica que el Antiguo Testamento y el místico medieval Meister Eckhart ya hacen una distinción fundamental entre tener y ser y (en sus palabras) propagan un modo de existencia del ser. Para Meister Eckhart, por ejemplo, la virtud más elevada es superar todo deseo de posesión, codicia y egoísmo para luchar por una “actividad interior productiva”.

### Análisis de las diferencias fundamentales entre los dos modos de existencia.
La sociedad actual, analiza Fromm, se basa en la propiedad privada, el beneficio y el poder, lo que sienta las bases de un modo de existencia del tener. Estos valores también moldean los comportamientos y actitudes de los miembros de la sociedad. Fromm critica específicamente la actitud de una sociedad del descarte que rápidamente elimina objetos en favor de nuevas adquisiciones, en lugar de cuidar las posesiones existentes. Las personas que siguen el modo de existencia del tener se caracterizan por la avaricia y la codicia. La identidad del individuo no está determinada por lo que es, sino por lo que tiene. En este contexto, Fromm se refiere a la fase anal en el desarrollo de la personalidad según Freud, una fase temprana del desarrollo en la que el deseo de poseer e incorporar juega un papel relevante. Si la persona permanece en esta fase se le puede calificar de enferma. La sociedad actual, según Fromm, está formada por multitud de personajes anales cuyo desarrollo no ha llegado a la madurez, sino que se ha mantenido en esta fase temprana de querer poseer, se trata entonces de una sociedad enferma.
Al modo de existencia del tener, Fromm contrapone el modo de existencia del ser. Este se caracteriza, entre otras cosas, por una actividad interior productiva y el uso de los propios dones y talentos. Fromm distingue este tipo de actividad productiva de la mera ocupación en la que la persona que realiza el trabajo está alienada del mismo. Fromm cree que es totalmente posible que la sociedad cambie hacia el modo de existencia y cita algunos estudios neurológicos y sociales que muestran que incluso los niños y los adultos son capaces de superar el deseo de posesión y en cambio dar, compartir e incluso hacer sacrificios como la sociedad inglesa durante la Segunda Guerra Mundial o las muchas personas comprometidas en las profesiones médicas y de enfermería.
Según Fromm, un paso del tener al ser también tendría otros efectos: por ejemplo, el sentimiento de inseguridad y miedo de perder las posesiones en favor de la seguridad de descansar dentro de uno mismo, en el modo de existencia del ser. El antagonismo se desvanece en favor de la solidaridad. Meros estremecimientos de placer en el carácter que tiene dan paso a un sentimiento de alegría genuina en el carácter que es. Una vida centrada en acumular posesiones en el pasado y en el futuro se desvanece en favor de una concentración en el presente, el aquí y el ahora.

### El hombre nuevo y la sociedad nueva
En la tercera Fromm analiza las condiciones básicas a través de las cuales las personas y la sociedad pueden romper con la idea de tener y sentirse comprometidas con la visión del ser. Subraya que primero debe cambiar el carácter de la sociedad para que existan las condiciones para que las personas  también cambien sus actitudes. Según Fromm, un enfoque inverso, en el que personas y pequeños grupos intentan primero cambiar, no logra el objetivo, como lo ha demostrado la historia. Observa que la religión no puede cambiar el carácter de la sociedad para mejor, ya que ya no tiene ningún significado en la sociedad occidental actual, sino que ha dado paso a una religión secreta cuyo objetivo es la comercialización de uno mismo.
Fromm aboga, por tanto, por un humanismo radical como nuevo espíritu de la sociedad, que se caracteriza, entre otras cosas, por lo siguiente: 
- El trabajo debe servir para satisfacer las verdaderas necesidades de las personas y no las necesidades de la economía.
- La relación de explotación de la naturaleza por parte del hombre es sustituida por la de cooperación entre el hombre y la naturaleza.
- El antagonismo mutuo entre las personas es reemplazado por la solidaridad.
- Los objetivos finales del acuerdo social son el bienestar humano y la prevención del sufrimiento.
- El consumo máximo ha sido sustituido por el consumo sensato (consumo en beneficio del hombre).
- El individuo está motivado a participar activamente en la vida social.

Los pensadores en quienes Fromm reconoce esta actitud intelectual básica incluyen a Henry David Thoreau, Ralph Waldo Emerson, Albert Schweitzer, Ernst Bloch, Ivan Illich, los escritores yugoslavos de la Escuela de la praxis, Ernst Friedrich Schumacher y Erhard Eppler. Las comunidades en las que se vive este espíritu incluyen a los kibutz israelíes, las comunidades huteritas y las Communautés de Travail fundadas por el pastor suizo Pierre Bonnard.
En una sociedad que, según Fromm, se inclina hacia el modo de existencia del ser, la economía y la política están lo más descentralizadas posible: las personas viven juntas en los llamados grupos vecinales y un "Consejo Cultural Supremo" controla los medios de comunicación, la investigación y el desarrollo. lo más neutralmente posible. Según la recomendación de Fromm, este consejo de supervisión debería estar compuesto por “hombres y mujeres cuya integridad esté fuera de toda duda” . El objetivo de esto, por ejemplo, es minimizar “los beneficios y la utilidad militar”  en la investigación científica. Otros aspectos de la nueva sociedad que propugna Fromm y que surgen del modo de existencia del ser son el alineamiento de la producción de bienes con el consumo sensato, movimientos de consumidores bien organizados, el cierre de la brecha entre naciones pobres y ricas, una renta mínima (comparable a la renta básica universal que hoy se discute y que ya había comentado en escritos anteriores ) y el desarme nuclear.

## Del tener al ser
Rainer Funk, su testaferro, compiló más tarde el libro Del tener al ser. Caminos y extravíos de la conciencia, a partir de capítulos y manuscritos de Fromm inéditos, que debe considerarse como un complemento a ¿Tener o ser?. Funk explica la necesidad de esta adición en el prólogo, los puntos clave incluyeron:
- Malentendidos comunes, por ejemplo sobre la orientación del tener; como si el ser se tratara de un “ideal ascético y una orientación al no tener” [15]
- La falta de pasos concretos que los individuos puedan dar para pasar de tener a ser más. Tales cosas se omitieron en gran medida en ¿Tener o ser? porque Fromm puso el énfasis allí en la estructura social y estaba convencido de que los "valores y estructuras rectores socioeconómicos" también debían cambiarse, ya que el individuo y la sociedad siempre están relacionados entre sí.[16]
- Crítica a las psicosectas, los gurús, las aberraciones esotéricas y el marketing de la experiencia personal, que tienden a nublar la perspectiva de las personas y contrastan con los ideales del humanismo y la Ilustración. Debido a su origen judío-ortodoxo anterior, Fromm a menudo argumenta religiosamente en sus escritos, pero rechaza claramente las aberraciones esotéricas.

## Clasificación en el contexto científico y en la obra del autor
Junto con Max Horkheimer y Herbert Marcuse, Fromm perteneció al círculo inicial de la Escuela de Fráncfort, cuyo programa interdisciplinario tuvo una fuerte influencia en partes de la sociología y la filosofía alemanas. En sus publicaciones, Fromm combinó el análisis social con elementos del psicoanálisis según Sigmund Freud ; su enfoque también ha sido denominado humanismo socialista.
¿Tener o ser? es un análisis psicológico y sociológico de los modos de existencia y continúa enfoques de su obra anterior. Los dos modos de existencia afectan tanto a personas como a sociedades enteras. La obra está escrita con el espíritu humanista de Fromm y en parte, elaborada una década antes de la glásnost y la perestroika, por lo cual debe ser entendida en el contexto de la Guerra Fría y, en particular, el peligro de una guerra nuclear (crisis de los misiles cubanos, etc.).
Si se reemplazan los ejemplos utilizados por Fromm refiriéndose a las máquinas, que estaban vigentes en ese momento, por otros relacionados con las computadoras, la obra todavía es en gran medida actual. Aquí también aparecen las ideas básicas sobre el carácter cibernético  o el hombre monocerebral del estudio más extenso de Fromm, Anatomía de la destructividad humana. Esta nueva expresión de la personalidad se caracteriza por “el predominio del nivel puramente intelectual y el subdesarrollo del área emocional”. 
¿Tener o ser? es una obra tardía de Fromm, que se basa en parte en sus obras anteriores. Dado que evita en gran medida las notas a pie de página y está diseñado para que sea legible para el público en general, es una buena introducción a las ideas de Fromm. También se retoman y resumen ideas de trabajos anteriores de forma generalmente comprensible.

## Recepción
El libro fue un éxito de ventas apenas unos años después de su publicación. Sólo la edición de bolsillo alemana vendió casi medio millón de ejemplares desde su publicación entre 1979 y 1982. Es uno de los libros más conocidos de Erich Fromm y ha sido traducido a numerosos idiomas. Su estilo hizo que el libro fuera fácil de leer para el público en general. Con su crítica al consumismo, Fromm capturó el espíritu alternativo de la época. La obra se convirtió en un libro de culto y la “Biblia” de la crítica al capitalismo en los años 1970 y 1980. El libro y numerosas entrevistas dieron a conocer a Fromm también en Alemania.
A diferencia de sus colegas de la Escuela de Fráncfort, Fromm concedía importancia al atractivo de algunas de sus publicaciones, ¿Tener o ser?, por ejemplo, está dotado deliberadamente de escasas notas a pie de página. Este deseo de atraer a las masas ha sido criticado en ocasiones, ya que su trabajo renuncia al rigor sistemático y tiene algunas lagunas y simplificaciones.
Como “libro de culto de la década de 1968”, ¿Tener o ser? también se consideraba vinculado al espíritu de la época. Sin embargo, cada vez hay más voces que enfatizan su relevancia en la actualidad; en particular, sigue siendo relevante la crítica de Fromm a la obsesión de la sociedad occidental por el consumo frente a la disminución de los recursos en la Tierra. Otros aspectos son sorprendentemente relevantes, como la exigencia de Fromm de una renta mínima, que encaja con el debate actual sobre una renta básica universal. Si bien Fromm no previó determinados desarrollos como la digitalización, sus análisis sociales, sin embargo, no han perdido nada de su validez en un mundo caracterizado por la tecnología y la aceleración. Los académicos están revaluando la relevancia del trabajo de Fromm en la actualidad.